# Empire of the Clouds
Empire of the Clouds is tweede single van Iron Maiden van het op 16 april 2016 verschenen album The Book of Souls. Het nummer gaat over de ramp met het Britse luchtschip HMA R101, dat bij haar eerste passagiersvlucht verongelukte.

## Tracklist
Alle muziek en teksten zijn geschreven door Bruce Dickinson. 
| Nr. | Titel                                                  | Duur  |
| --- | ------------------------------------------------------ | ----- |
| 1.  | Empire of the Clouds                                   | 18:01 |
| 2.  | Maiden Voyage: The Story Behind "Empire of the Clouds" | 21:00 |

## Musici
- Bruce Dickinson – zanger, piano
- Dave Murray – gitarist
- Adrian Smith – gitarist
- Janick Gers – gitarist
- Steve Harris – bassist
- Nicko McBrain – drummer